# Kalinowo (Litwa)
Kalinowo (lit. Putinai) – wieś na Litwie, w rejonie wileńskim, 7 km na północ od Ławaryszek. W 2011 roku liczyła 12 mieszkańców.

## Historia
W dwudziestoleciu międzywojennym leżało w Polsce, w województwie wileńskim, w powiecie wileńsko-trockim, do 1 kwietnia 1927 w gminie Bystrzyca, następnie w gminie Mickuny.
Po II wojnie światowej w granicach Związku Sowieckiego. Od 1991 na niepodległej Litwie.